# Felbrigg Hall
Felbrigg Hall est une maison de campagne anglaise du XVIIe siècle située près du village du même nom dans le Norfolk. Faisant partie d'une propriété du National Trust, la maison inchangée du XVIIe siècle est connue pour son Architecture jacobéenne et son intérieur géorgien raffiné, avec à l'extérieur un jardin clos, une orangerie et des vergers. La maison et le terrain sont légués au National Trust en 1969 par Robert Ketton-Cremer. La maison est classée Grade I sur la liste du patrimoine national de l'Angleterre et est un site d'intérêt scientifique particulier.

## Histoire

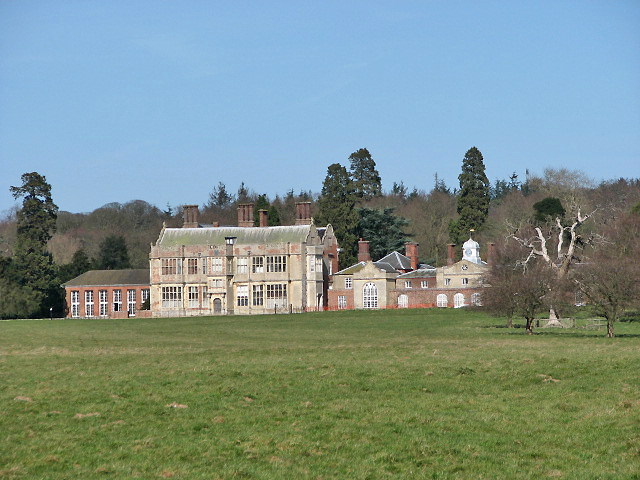
Felbrigg Hall, aile jacobéenne, vers 1624

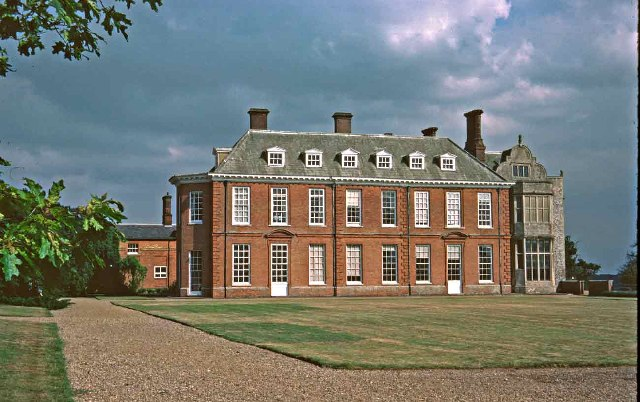
Felbrigg Hall, aile ouest, vers 1680

Le domaine est né avec la famille Felbrigg. Il passe à John Wyndham (mort en 1475) et reste dans cette famille pendant des siècles.
Thomas Wyndham (mort en 1522) est conseiller du roi Henri VIII. Le domaine est ensuite occupé par John Wyndham (1558–1645) qui est probablement le constructeur de Felbrigg Hall. Le dernier Wyndham ou Windham de Felbrigg est William Wyndham (mort en 1810). De nombreuses terres sont ajoutées au domaine médiéval aux XVIIe et XVIIIe siècles.
Le dernier propriétaire de la maison, avant qu'elle ne devienne propriété du National Trust, est Robert Wyndham Ketton-Cremer. Son héritier, son frère Richard, est tué au combat pendant la Seconde Guerre mondiale et son mémorial se trouve dans les bois derrière la maison.
Robert Wyndham Ketton-Cremer écrit un certain nombre de livres, en particulier sur le Norfolk, dont Felbrigg : l'histoire d'une maison, et Norfolk dans la guerre civile, Faber, 1969. Robert Ketton-Cremer ne s'est jamais marié et, sans héritiers, laisse le domaine au National Trust à sa mort en 1969. Une partie du domaine est acquise par Beeston Hall School.
Christopher Mackie est l'administrateur de Felbrigg Hall jusqu'en 1990. Sa femme Mary Mackie écrit trois livres sur leurs expériences là-bas : Cobwebs and Cream Teas, Dry Rot and Daffodils and Frogspawn and Floor Polish.

## Aujourd'hui
Aujourd'hui, le domaine Felbrigg couvre environ 1 760 acres (environ 7 km2) de parc comprenant les 520 acres (2,1043653384 km2) du Grand Bois, qui abrite la maison. Il y a un accès public au terrain le long d'un certain nombre de promenades balisées à travers le domaine, notamment le sentier de longue distance Weavers' Way. Les itinéraires régionaux 33 et 30 du Réseau Cyclable National traversent également le domaine.

## Les jardins
Le jardin de Felbrigg est aménagé dans deux styles différents. Le jardin ouest est aménagé dans le style d'un parc d'agrément typiquement victorien, agencé autour d'une orangerie du XVIIIe siècle. Accentuant le jeu entre la lumière et l'ombre, ses pelouses formelles sont entrecoupées de zones d'arbustes sombres. Ce jardin présente un certain nombre de spécimens d'Amérique du Nord, notamment des chênes rouges, des cèdres rouges de l'Ouest et une prairie avec un jardin clos. Le verger est planté de variétés de fruits connues pour avoir poussé dans le jardin au cours du XIXe siècle. Les jardins abritent la Collection nationale de colchiques.
Les jardins sont classés Grade II * sur le registre des parcs et jardins historiques  et Felbrigg Woods est un site d'intérêt scientifique particulier.